# Barrage de Slapy
Le barrage de Slapy est situé près de Slapy sur la rivière Vltava (Moldau), à environ 30 kilomètres à vol d'oiseau au sud de la capitale tchèque Prague. Construit entre 1949 et 1955, il fait partie de la « cascade de la Vltava ».
Le barrage est un barrage poids en béton dont le couronnement long de 260 mètres se trouve à 60 mètres au dessus de la rivière. Équipé de   quatre déversoirs d'une largeur de 15 mètres, on peut grâce à ces ouvertures, en cas de pluies trop abondantes, maîtriser le niveau d'eau du lac de retenue et déverser jusqu’à 3 000 m3 d'eau par seconde. Le barrage sert à produire de l’électricité, à fournir de l’eau potable et non potable et à réguler le débit de la rivière. Le lac de retenue est utilisé pour des activités nautiques et de loisirs comme la pêche (achigan, anguille, brème, brochet, carcassin, carpe, gardon, perche, silure, tanche, "truite") mais très règlementée.
La centrale électrique est équipée de trois turbines Kaplan d'une puissance unitaire de 48 MW. Il était à l'origine prévu d’équiper le barrage d’un ascenseur pour les navires jusqu’à 300 tonnes, mais cet équipement n'a pas été réalisé. Les petits navires de moins de cinq tonnes peuvent néanmoins utiliser un dispositif de remorquage pour contourner l'obstacle.
La retenue d'eau longue de 40 km couvre 1 392 ha ; le volume d'eau est d'environ 40 millions m3. La mise en eau du barrage, en 1954, et la submersion consécutive de la vallée de la Vltava ont entraîné la disparition des villages de Královská, Moran, Kocanda, Zivohost, Usti, Smilovice, Kobylníky, Cholin, Trenčín et Oboz.